# Lourdesgrot (Eijsden)

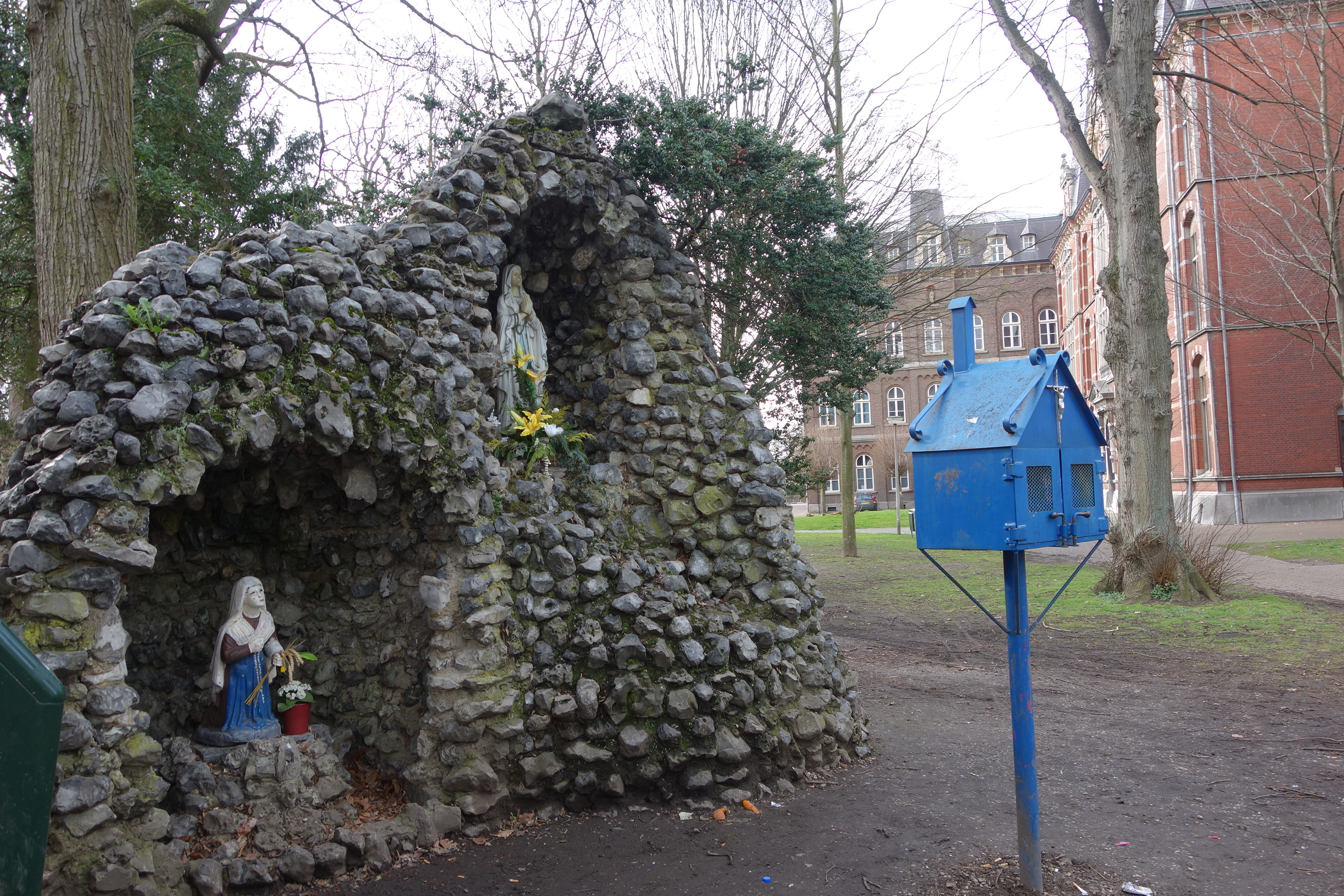
Lourdesgrot met rechts het Ursulinenklooster

De Lourdesgrot is een religieus bouwwerk in Eijsden in de Nederlands Zuid-Limburgse gemeente Eijsden-Margraten. De Lourdesgrot staat in het Ursulinenpark bij het voormalige Ursulinenklooster ten zuidoosten van het kloostergebouw, nabij de Breusterstraat en de Kennedylaan. Ten westen van de Lourdesgrot staat een Heilig Hartbeeld en ten zuidoosten ligt een begraafplaats met Kerkhofkapel.
De Lourdesgrot is gewijd aan Maria, specifiek aan Onze-Lieve-Vrouw van Lourdes.

## Geschiedenis
In 1880 werd er in het park een Lourdesgrot gebouwd en was voor iedereen toegankelijk. Deze lag toen ten westen van de toegangsweg die van de Breusterstraat naar het klooster loopt.
In 1981 werd de Lourdesgrot afgebroken, omdat in de plannen voor de aanleg van het park geen ruimte was gelaten voor de Lourdesgrot. Buurtbewoners waren het daar echter niet mee eens en protesteerden, waarna men op een andere plek in het park een nieuwe Lourdesgrot bouwde.

## Bouwwerk

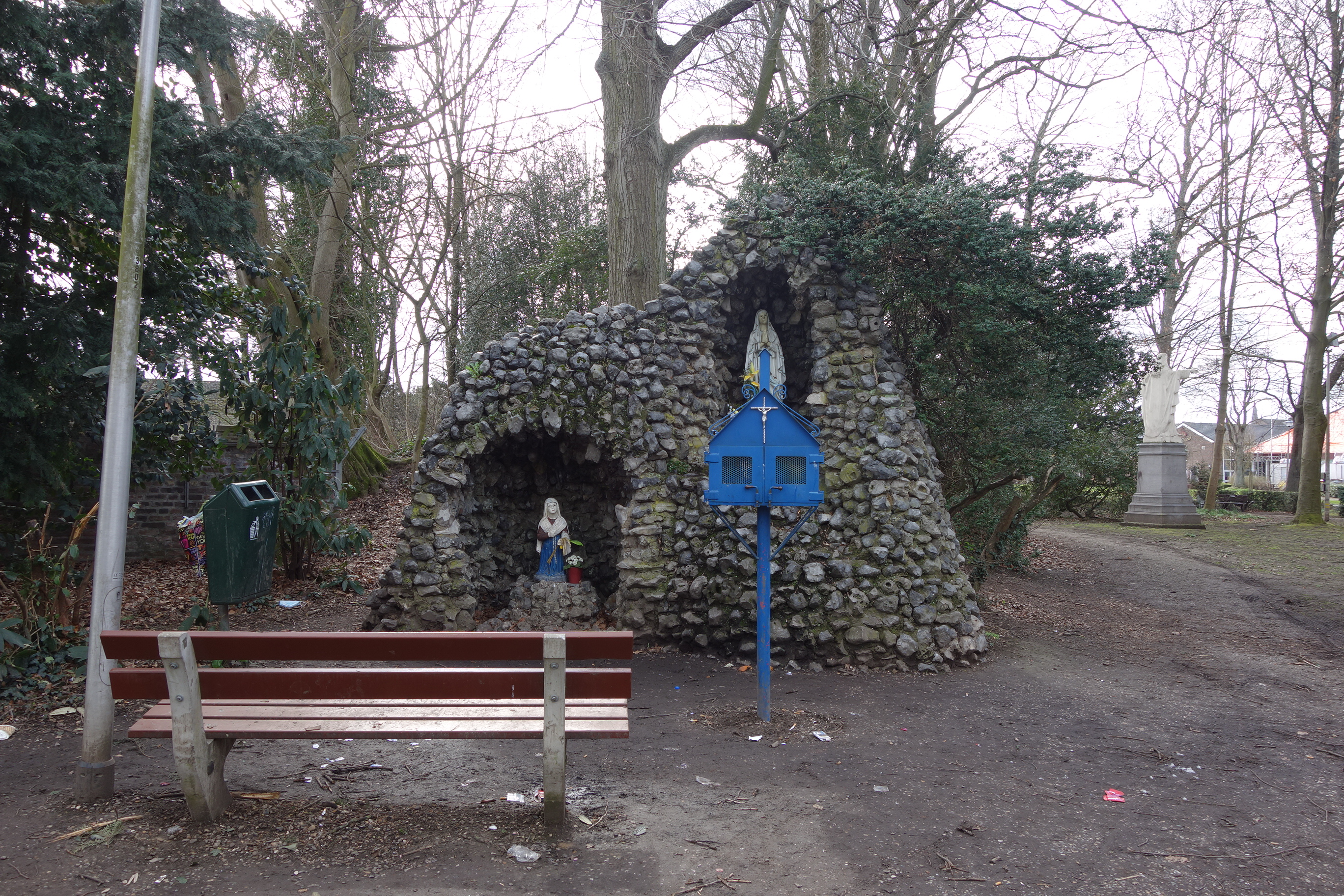
Lourdesgrot met erachter het Heilig Hartbeeld

Het bouwwerk is opgetrokken in natuursteen (mergelvuursteen uit de ENCI-groeve) en is een nabootsing van de grot van Massabielle bij de Franse stad Lourdes. Het bouwwerk omvat twee holtes, waarbij de rechter holte hoger ligt met daarin een beeld van Onze-Lieve-Vrouw van Lourdes en de linker holte die lager ligt met daarin een beeld van Bernadette Soubirous. Het Mariabeeld toont een biddende Onze-Lieve-Vrouw in lichtblauwe mantel met haar handen samengevouwen. Het beeld van Bernadette toont haar met een bruin kleed, blauw voorschoot en witte hoofddoek in een knielende positie.
De Lourdesgrot heeft een totale hoogte van 370 centimeter en breedte van 479 centimeter. De nis van Maria is 180 bij 80 centimeter en de nis van Bernadette is 130 bij 155 centimeter. Het beide beelden zijn 70 centimeter hoog.